# Inocybe bresadolae
Inocybe bresadolae är en svampart som tillhör divisionen basidiesvampar, och som beskrevs av George Edward Massee. Inocybe bresadolae ingår i släktet Inocybe, och familjen Crepidotaceae. Arten är reproducerande i Sverige.